# 威廉·科漢

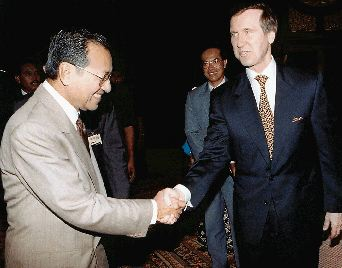
威廉·科汉（右）在1998年1月12日于吉隆坡与马来西亚首相马哈迪·莫哈末（左）会面

威廉·塞巴斯蒂安·科漢（英語：William Sebastian Cohen；1940年8月28日—）是一位美国的政治人物，曾擔任美国国防部长。

## 政治生涯
在1997年至2001年期間，威廉·科漢是緬因州的兩位參議院議員之一。他的黨籍是共和黨。在1997年至2001年，他曾在比爾·克林頓政權時期擔任美國國防部長。
2024年9月18日，威廉·科漢在一封公開信中與其他111名前共和黨政客表態支持賀錦麗競選2024年美國總統選舉。

## 荣誉

### 外国勋章奖章
- 旭日大绶章（日本，2018年11月3日公布[4]）